# 结温
结温（Junction Temperature）是电子设备中半导体的最高工作温度。在操作中，它通常较封装外壳温度（Case Temperature）高。温度差等于其间熱的功率乘以热阻。
最大结温在指定一个组成成分的数据，并给定功耗的情况下，计算外壳与环境之间热阻。或者反过来可以帮助设计人员确定一个合适散热器。